# Chourgnac
Chourgnac település Franciaországban, Dordogne megyében. Lakosainak száma 69 fő (2022. január 1.). Chourgnac Tourtoirac, Gabillou, Sainte-Orse és Sainte-Eulalie-d’Ans községekkel határos.

## Népesség
A település népességének változása:
| Lakosok száma | 94   | 72   | 71   | 68   | 73   | 64   | 60   | 59   | 62   | 69   |
|               | 1968 | 1982 | 1990 | 2006 | 2013 | 2015 | 2017 | 2019 | 2020 | 2022 |